# Megalithanlagen von Churchtown
Die Megalithanlagen von Churchtown bestehen aus einem Portal Tomb, einem Wedge Tomb und einer unklassifizierten weiteren Megalithanlage.
Sie liegen im Townland Churchtown bei Castlederg im County Tyrone in Nordirland.

## Das Portal Tomb
Lage: 54° 42′ 56,9″ N, 7° 35′ 13,8″ W

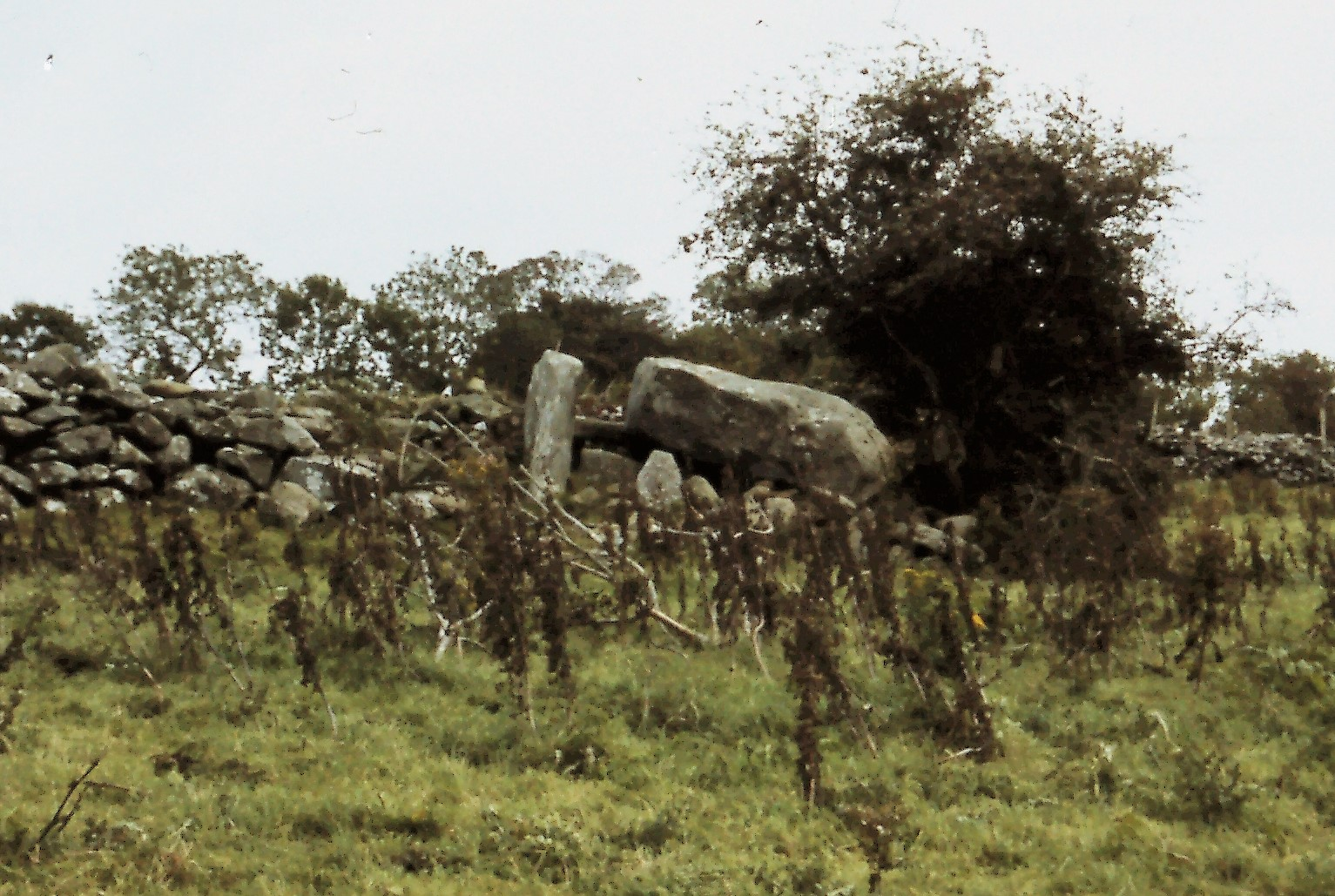
Portal Tomb Druid’s Altar

Das Portal Tomb, das als Druid’s Altar bekannt ist, befindet sich in eine Feldgrenze integriert, an einem sanften Hang. Als Portal Tombs werden in Irland und Großbritannien Megalithanlagen bezeichnet, bei denen zwei gleich hohe, aufrecht stehende Steine mit einem Türstein dazwischen, die Vorderseite einer Kammer bilden, die mit einem zum Teil gewaltigen Deckstein bedeckt ist.
Die Untersuchung zeigte, dass die Kammerseiten von vier bzw. fünf Orthostaten in parallelen Linien liegend, gebildet werden. Ein niedriger Türstein am südlichen Ende markiert den Zugang und flache Steine im Norden scheinen das Ende zu kennzeichnen. Der Deckstein ist nach Osten verschoben, was dazu führte, dass die dortigen Seitenplatten zersplitterten. Die nördliche der beiden soll Oghamzeichen tragen, was aber nicht gesichert ist.

## Das Wedge Tomb
Lage: 54° 43′ 5,5″ N, 7° 35′ 1,1″ W
Das Wedge Tomb, das als Todd’s Den (dt. Fuchsbau) bekannt ist, besteht aus den Resten mehrerer Kammern mit verlagerten Decksteinen in einem etwa 10,0 Meter langen und 3,0 Meter breiten Steinhügel. Am Südende steht ein Menhir, der ein Portalstein sein könnte. Es befindet sich 400 m nordöstlich des Portal Tombs.
Circa 30 m entfernt liegen die Überreste einer weiteren, unklassifizierten Megalithanlage.